# 그리니치 천문대

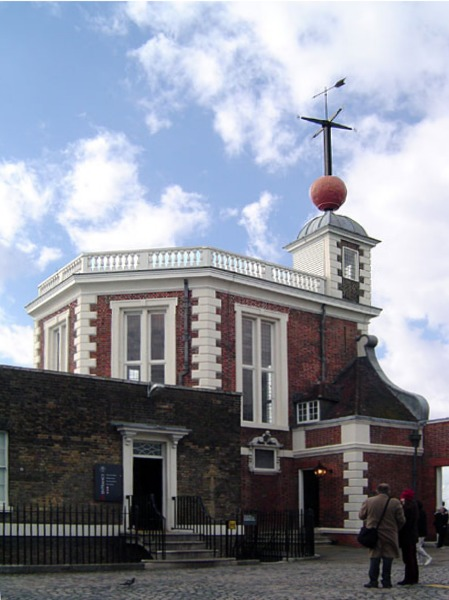
왕립 그리니치 천문대, 옥타곤 룸 지붕 위에는 1833년에 설치된 보시구가 놓여져 있다.

그리니치 천문대(Royal Observatory, Greenwich)는 1675년 8월 10일에 세워진 영국의 천문대이며, 세워질 당시의 이름은 왕립 그리니치 천문대(Royal Greenwich Observatory)였다. 찰스 2세는 천문대를 설립할 때 존 플램스티드를 초대 천문대 대장으로 임명하면서 왕실천문관이라는 호칭을 만들기도 했다. 현재 그리니치천문대는 런던 그리니치의 그리니치 공원에 위치해 있다.
영국 천문학자들은 오랫동안 그리니치 천문대를 위치 측정의 기준으로 삼아 왔다. 네 개의 자오선이 그리니치 천문대를 기준으로 하고 있으며, 특히 경도의 기준이 되는 본초 자오선은 1851년에 정해졌고 1884년에는 국제 회의를 통과했다. 이 자오선은 그리니치 공원에 황동(지금은 스테인리스 강)으로 표시되었으며, 1999년 12월 16일 이후로는 초록색 레이저도 함께 내보내고 있다. 그러나 당시 정해진 천문학적 본초 자오선은 현재는 지오이드를 기준으로 한 새로운 본초 자오선으로 대체되었다. (이 본초 자오선은 원래 자오선보다 동쪽으로 100미터 정도 떨어져 있다)
그리니치 평균시(GMT)는 그리니치에서의 관측을 토대로 계산되는 시각이었다. GMT 역시 1954년 이후로는 그리니치가 아닌 다른 천문대의 관측을 토대로 정해졌으며, 현재는 협정세계시를 비롯한 세계시들로 대체되었다. 그러나 GMT와 협정세계시와의 차이가 크지 않기 때문에 GMT를 협정 세계시의 뜻으로 쓰기도 한다.

## 20세기 이후의 역사
왕립 그리니치 천문대는 1924년 이후로 그리니치가 아닌 다른 곳으로 여러번 옮겨졌다. 1924년에는 당시 건설되던 철도가 자기장과 기상 측정에 영향을 줘서 해당 분과가 서리주로 옮겨 갔고, 제2차 세계 대전 중이던 1939년에는 런던과 함께 대부분의 분과가 피난을 가고 그리니치에서의 활동은 최소한으로 제한되었다.
전쟁 이후인 1947년에 천문대는 런던의 광경찰해를 피하기 위해 허스트몬서 성과 주변 320 에이커 지역으로 옮기기로 결정했다. 왕립 천문학자는 1948년에 성으로 들어 왔지만, 과학 장비들은 새 천문대 건물이 완공된 1957년까지 옮겨지지 않았다. 건물이 완공되고 여기 저기 흩어져 있던 분과들은 모두 성으로 완전히 통합되었다.
아이작 뉴턴 망원경이 1967년에 허스트몬서에 세워졌으나, 1979년에 에스파냐의 카나리아 제도에 위치한 Roque de los Muchachos 천문대로 옮겨졌다. 왕립 그리니치 천문대는 1990년에 케임브리지로 다시 옮겨 갔고, 입자 및 천체 물리학 연구평의회(PPARC)의 결정을 따라 1998년에 공식적으로 문을 닫았다. 천문대에 위치해 있던 몇몇 연구실 등은 러더포드 애플턴 연구소 등으로 옮겨졌고, 원래 천문대가 있던 그리니치 공원에 런던 해사 박물관의 일부로 그리니치 왕립 천문대가 새로 세워졌다.

### 위치 천문학과 별 지도

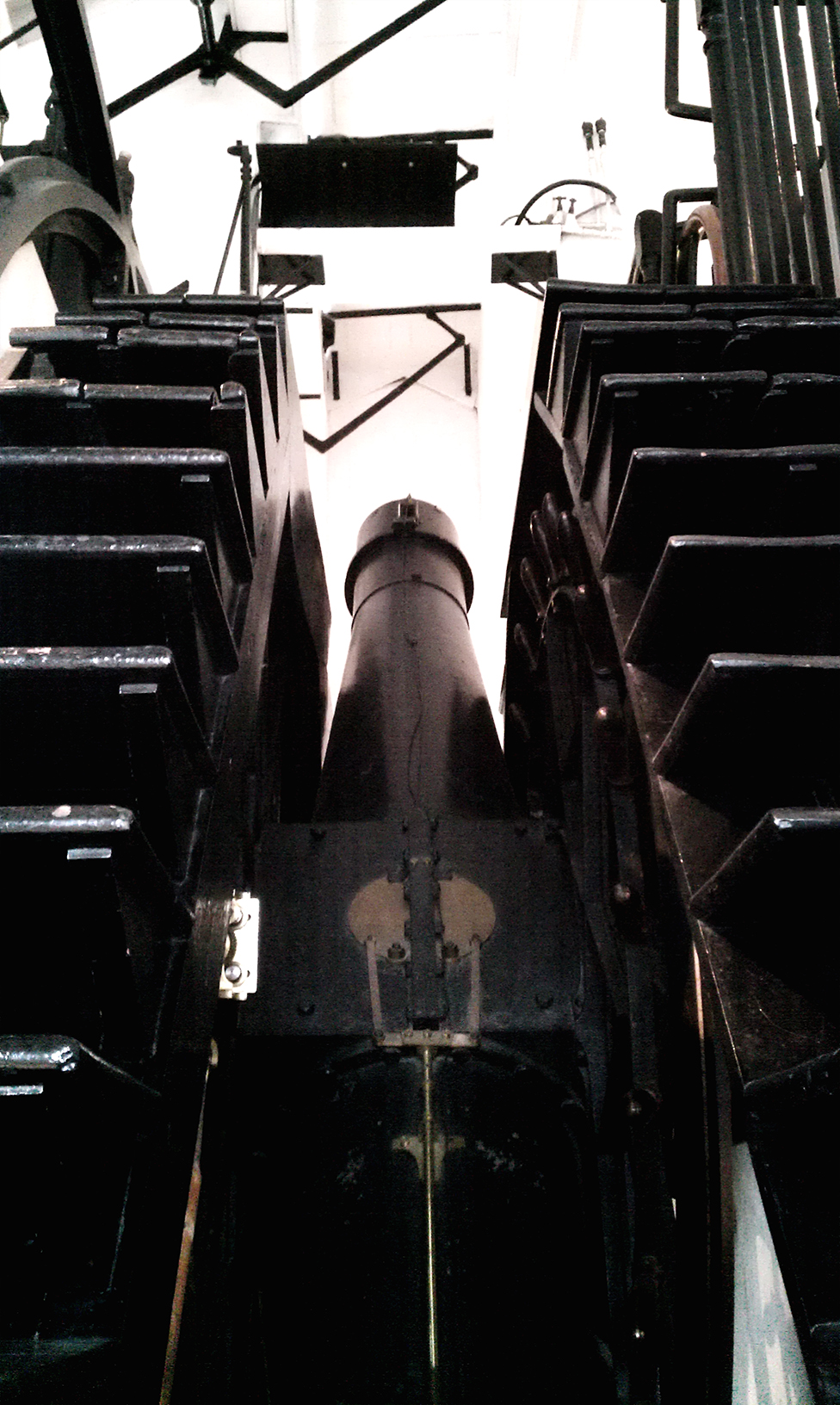
그리니치 왕립천문대에 있는 **에어리 경과 천문기(Airy Transit Circle)**는 1851년부터 1953년까지 100년 넘게 하늘을 관측하고 시간을 결정하는 기준점으로 사용되어, “시간과 공간의 중심”이라는 별칭을 얻었다.

1675년에 천문대가 설립되었을 때, 가장 우수한 별 목록 중 하나는 1598년의 티코 브라헤의 1000개 별 목록이었다. 하지만 이 목록은 경도를 정확히 측정하기에는 정확도가 부족했다. 그리니치의 첫 천문학자 중 한 명인 **플람스티드(Flamsteed)**는 이를 보완해 경도 측정에 적합한 보다 정확한 별 지도를 만드는 일을 시작했다.
1750년부터 1762년까지 왕립천문대 천문학자였던 **제임스 브래들리(James Bradley)**는 약 6만 개의 별을 매우 정밀하게 관측해 지도화했으며, 그의 별 목록은 1940년대까지도 사용되었다. 브래들리는 세 번째 왕립천문대 천문학자였으며, 1742년에 그 직을 시작했다.
19세기 초반에는 주요 위치 측정 기기로 **트로튼 경과 기구(Troughton Transit instrument)**와 **월러 서클(mural circle)**이 사용되었으나, 1835년 조지 비델 에어리(George Biddell Airy)가 왕립천문대 천문학자로 부임하면서 더 나은 기기들을 갖추기 위한 계획을 추진했다.
그리니치는 해군성(Admiralty)을 위한 위치 천문학이 주된 기능 중 하나였다. 에어리 천문학자는 이를 강력히 지지했으며, 1851년에 설치한 경과 원기(transit circle instrument)는 위치 천문학에 100년간 사용되었다. 위치 천문학의 어려움 중 하나는 **지구 대기를 통한 빛의 굴절(refraction)**을 고려하는 것이다. 오차의 원인으로는 기기 정밀도 외에도, 지구의 세차(precession), 진동(nutation), 그리고 수차(aberration) 등을 보정해야 한다. 기기의 오차 원인도 찾아내어 보정해야 보다 정확한 결과를 얻을 수 있다.
경과 원기는 두 가지 측정을 한다.
- 첫째, 지구가 자전하면서 별이 하늘의 특정 지점을 통과하는 시간을 시계와 함께 측정하고,
- 둘째, 별의 위치에 대한 수직 각도를 측정한다.[7]

이 기기를 사용해 별의 위치를 지도화할 수 있으며, 정확한 별 지도를 갖고 있다면 기기가 있는 위치의 시간을 측정하는 데도 사용할 수 있다.

### 1832년 수성 통과
그리니치 왕립천문대의 **셔크버그 망원경(Shuckburgh telescope)**은 1832년 수성 통과 관측에 사용되었다. 이 망원경은 피터 돌론드(Peter Dollond)가 제작한 필라 마이크로미터(filar micrometer)가 장착되어, 작은 굴절 망원경을 통해 본 현상을 기록하는 데 활용되었다. 수성 통과 관측과 시간 측정을 결합해 행성의 지름을 산출하였다. 관측자들은 수성을 태양에 동전을 누른 것과 같은 특이한 효과와 비교하며 보고했다.

### 그리니치 본초 자오선

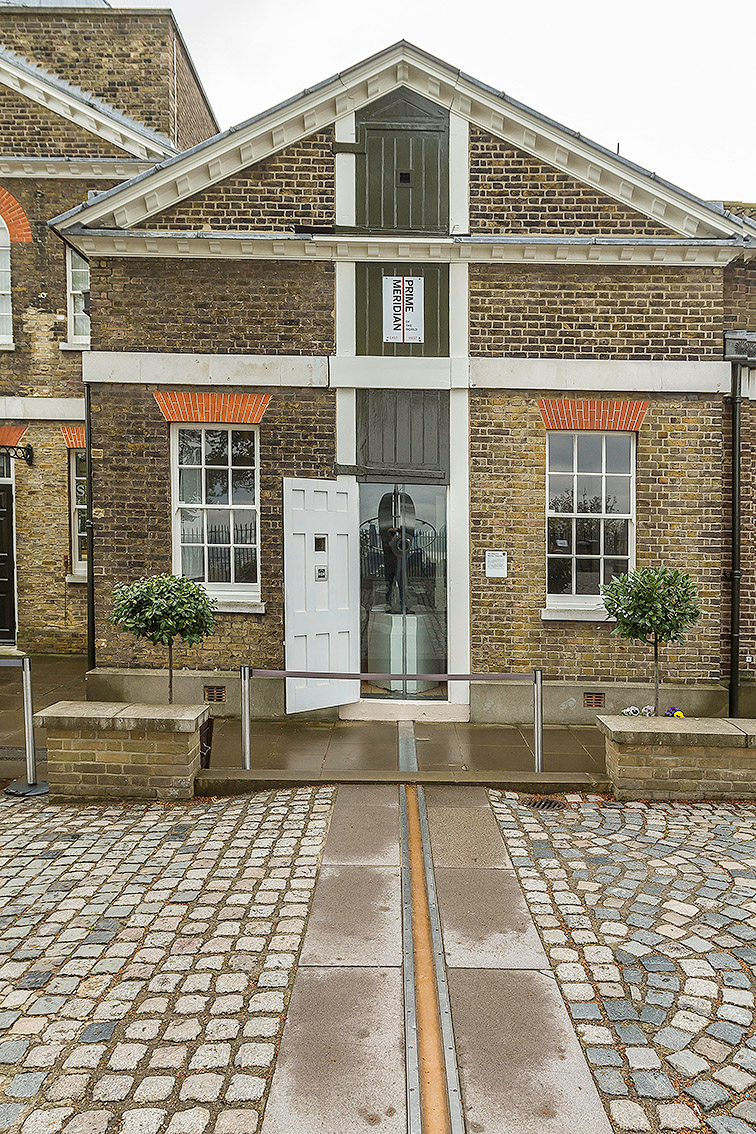
왕립천문대 건물은 본초 자오선(Prime Meridian)의 기점이 있는 장소이며, 앞쪽의 황동(브래스) 띠로 표시되어 있다. 지붕 꼭대기는 좌측으로 열려 있으며, 흰색 수직 띠(처마 이음새)가 보이는데, 이를 통해 망원경으로 별 관측을 할 수 있다.

영국 천문학자들은 오랫동안 왕립천문대를 측정의 기준으로 사용해왔다. 건물을 통과하는 자오선은 네 개가 있으며, 이는 차례로 설치된 기기들에 의해 정의되었다. 경도의 기준이 된 자오선은 1851년에 처음 사용된 에어리 경과 원기(Airy transit circle)를 통과하는 자오선으로, 1884년 10월 22일 워싱턴 DC에서 열린 국제 자오선 회의에서 세계 본초 자오선으로 채택되었다(투표는 10월 13일에 이루어짐). 이후 전 세계 여러 나라가 이를 지도 제작과 시간 측정의 표준으로 사용하였다. 왕립천문대가 1960년에 박물관으로 전환된 후, 본초 자오선은 부지 안에 황동 띠(후에 스테인리스 스틸로 교체됨)로 표시되었으며, 1999년 12월 16일부터는 런던 밤하늘 북쪽을 향한 강력한 녹색 레이저로도 표시되고 있다.
1783년부터 1853년까지 진행된 영국 본토의 최초 삼각측량 이후, 오던스 서베이 지도는 제임스 브래들리의 경과 기구로 정의된 초기 그리니치 자오선을 기준으로 하였다. 에어리 서클(동쪽으로 5.79m 위치)이 자오선 기준이 되면서 생긴 차이는 무시할 만큼 작았다. 그러나 1936년에서 1962년 사이에 수행된 새로운 삼각측량 결과, 오던스 서베이 체계에서 국제 그리니치 자오선의 경도는 0°가 아니라 약 0°00'00.417" (약 8m 동쪽)임이 밝혀졌다. 또한 측량 시스템의 불완전함으로 인해 원점 정의에 추가 오차가 발생해, 브래들리 자오선 자체는 현재 오던스 서베이 제로 자오선보다 약 0°00'00.12" (약 2.3m) 동쪽에 위치한다.
이 오래된 천문학적 본초 자오선은 더 정밀한 본초 자오선으로 대체되었다. 왕립천문대가 활동 중이던 시절, 지리 좌표는 지역 타원체(datum)인 지오이드(geoid)에 기준을 두었는데, 이는 지역 평균 해수면과 거의 일치하는 표면이다. 전 세계에는 여러 지역별 타원체가 존재했고, 이는 평균 해수면이 최대 100m까지 변동하기 때문이다. 현대 측지학 참조 체계인 세계측지계(World Geodetic System)와 국제지구회전참조체계(International Terrestrial Reference Frame)는 지구 중력 중심에 고정된 단일 타원체를 사용한다. 여러 지역 타원체에서 단일 전 지구 타원체로 전환되면서 지리 좌표가 수 미터에서 수백 미터까지 크게 이동하였다. 이 현대 참조 체계의 본초 자오선은 IERS Reference Meridian으로, 국제지구회전및참조체계 서비스 참조 자오선(International Earth Rotation and Reference Systems Service Reference Meridian)의 약칭이다. 이 자오선은 에어리 그리니치 천문 자오선에서 동쪽으로 102.5미터 떨어져 있으며, 에어리 서클 위치는 현재 5.31초각 서쪽에 있다. 에어리 경과 원기의 현대 위치는 북위 51°28′40.1″, 서경 0°0′5.3″이며, IRM은 현재 경도 0도이다.
19세기 말부터 UT1(협정 세계시 이전 기준 시간)까지의 국제 시간은 사이먼 뉴콤의 방정식을 바탕으로 하였으며, 2013년 기준으로 평균 태양시는 UT1보다 약 0.18초(2.7초각) 늦었다. 2013년에는 이 시간 기준이 에어리 서클과 IERS 기준점 사이의 자오선과 거의 일치하였다(북위 51°28′40.1247″, 서경 0°0′2.61″).

### 그리니치 평균

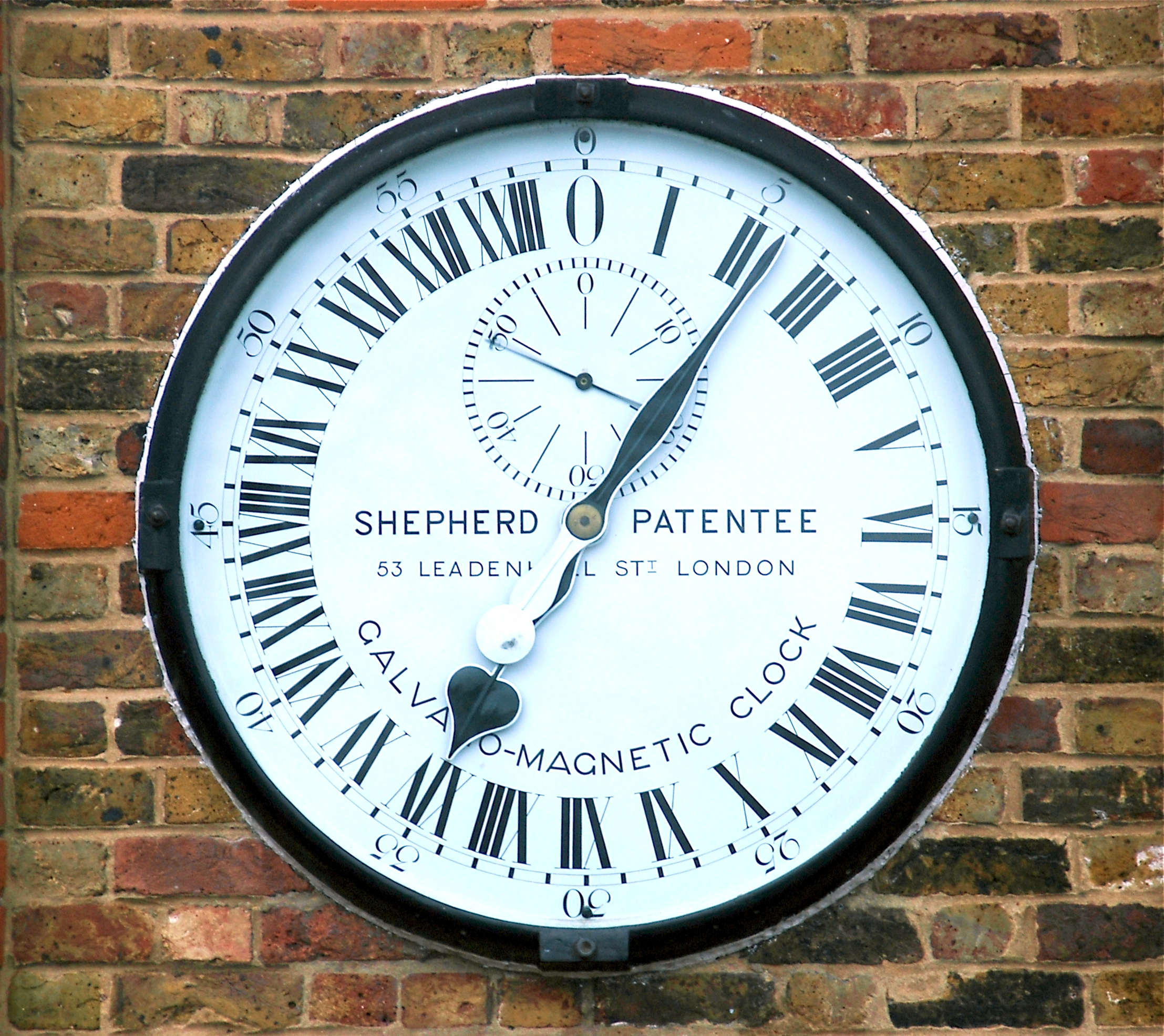
왕립 그리니치 천문대 입구에 있는 셰퍼드 게이트 시계는 연중 내내 그리니치 평균시를 표시하며, 여름철에도 영국 서머타임으로 조정되지 않는다.

시간을 결정하는 핵심 기기는 에어리 경과 원기(Airy Transit Circle, ATC)였으며, 주로 1851년부터 1938년까지 사용되었다. “에어리 경과 원기 접안경의 십자선으로 표시된 자오선이 경도 0°와 세계 일의 시작을 나타낸다”는 데 합의되었다. (그러나 이 본초 자오선은 현재는 구식이며, 동쪽으로 100m 이상 떨어진 ITRF Zero Meridian이 현대 경도 기준이다.) 시간은 알려진 위치의 별이 망원경의 조준점(aimpoint)을 통과하는 순간을 표시하여 결정되었다. 반대로 이 기기는 별자리 지도를 작성하는 데에도 사용되었다. 시간 결정에 사용될 만큼 정확한 별들의 위치를 ‘시계별(clock stars)’이라 불렀다.
1925년까지, GMT가 정오 기준인지 자정 기준인지에 대한 혼란으로 인해, 1928년에 국제천문연맹(IAU)은 천문학 및 연대 목적으로 GMT 사용을 중단하고 대신 세계시(UT)를 도입하였다. 1929년에는 세계시가 여러 천문대의 통계적 조합으로 재정의되었다.1948년에는 천문학자 총괄 사무실이 이스트서식스의 허스트몬섹스로 이전되었고, 1957년에는 천문대가 폐쇄되어 시간 측정 업무가 중단되었다.
“GMT”라는 용어는 더 이상 실제로 측정되지는 않지만, 천문대와 영국에서 계속 사용되고 있다. 현대 민간 시간의 기준은 협정 세계시(UTC)이며, 이는 UT1(현대 세계시로, 현재는 외부 은하계 전파원을 통해 측정됨)과 국제원자시(TAI, 정확한 원자 시계에 의해 유지되는 시간)의 장점을 결합하여 만들어졌다.